# 백목향
백목향(白木香)은 학명은 Aquilaria sinensis이다. 아향수(牙香樹), 밀향수(蜜香樹), 완향수(莞香樹), 토침향(土沈香), 여아향(女兒香) 등으로도 불린다. 팥꽃나무과(Thymelaeaceae) 백목향속(Aquilaria)의 식물이다. 중국 남부 등에 분포되어 있다.
대만(臺灣) 자생종은 팥꽃나무과 백목향이 아니라 대극과(大戟科)의 토침향(土沈香)이다. 대만 서남 연해 습지에서 자라며 짠물에도 견디는 홍수림(紅樹林)의 반생식물이며, 연해와 늪에서 많이 자라는데 개발로 많이 파괴 당하면서 서식지 대부분이 컨딩국가공원(墾丁國家公園)과 탕이장국가공원(台江國家公園) 및 대만 국가중요습지보호에 속해 있다. 이는 백목향과는 관련이 없다. 이외에 아시아 열대 징역, 호주, 폴리네시아 등지에도 백목향이 분포하고 있다.
백목향과 동남아시아의 품종(Aquilaria agallocha)은 매우 가까운 친연 관계가 있지만 완전히 같지 않기에 전자를 토침향 후자를 침향이라 한다. 토침향은 생산량이 적기에 비교적 비싸다.

## 이명
- Agallochum grandiflorum (Benth.) Kuntze
- Agallochum sinense (Lour.) Kuntze
- Aquilaria chinensis Spreng.
- Aquilaria grandiflora Benth.
- Aquilaria malaccensis Benth.
- Aquilaria ophispermum Poir.
- Aquilaria sinensis (Lour.) Gilg
- Aquilaria sinensis (Lour.) Merr.
- Ophiospermum sinense Lour.
- Ophispermum sinense Lour.

## 특징
백목향은 높이 10미터의 중급 교목(喬木)으로 상록교목이다. 줄기는 회색이고 가지는 가늘고 부드러운 털로 덮여 있다. 잎은 계란형에 짧은 자루 모양이다. 길이는 7센티미터이다. 잎면은 혁질(革質)이기에 밑면은 윤기가 있다. 꽃은 4월에 피고 열매는 7월에 맺는다. 자라면 황록색 작은 꽃이 피고 꽃은 미세한 향이 나며 매년 5월 한데 모여 자라 떨기가 생기며 가지와잎 끝 및 잎의 겨드랑이에서 자라난다. 열매는 목질의 삭과(蒴果, 익으면 쪼개지면서 씨를 퍼뜨리는 열매)이며 납작한 계란형으로, 약 2.5cm의 길고 넓은 회색의 털이 자란다. 익으면 흑색으로 변한다.

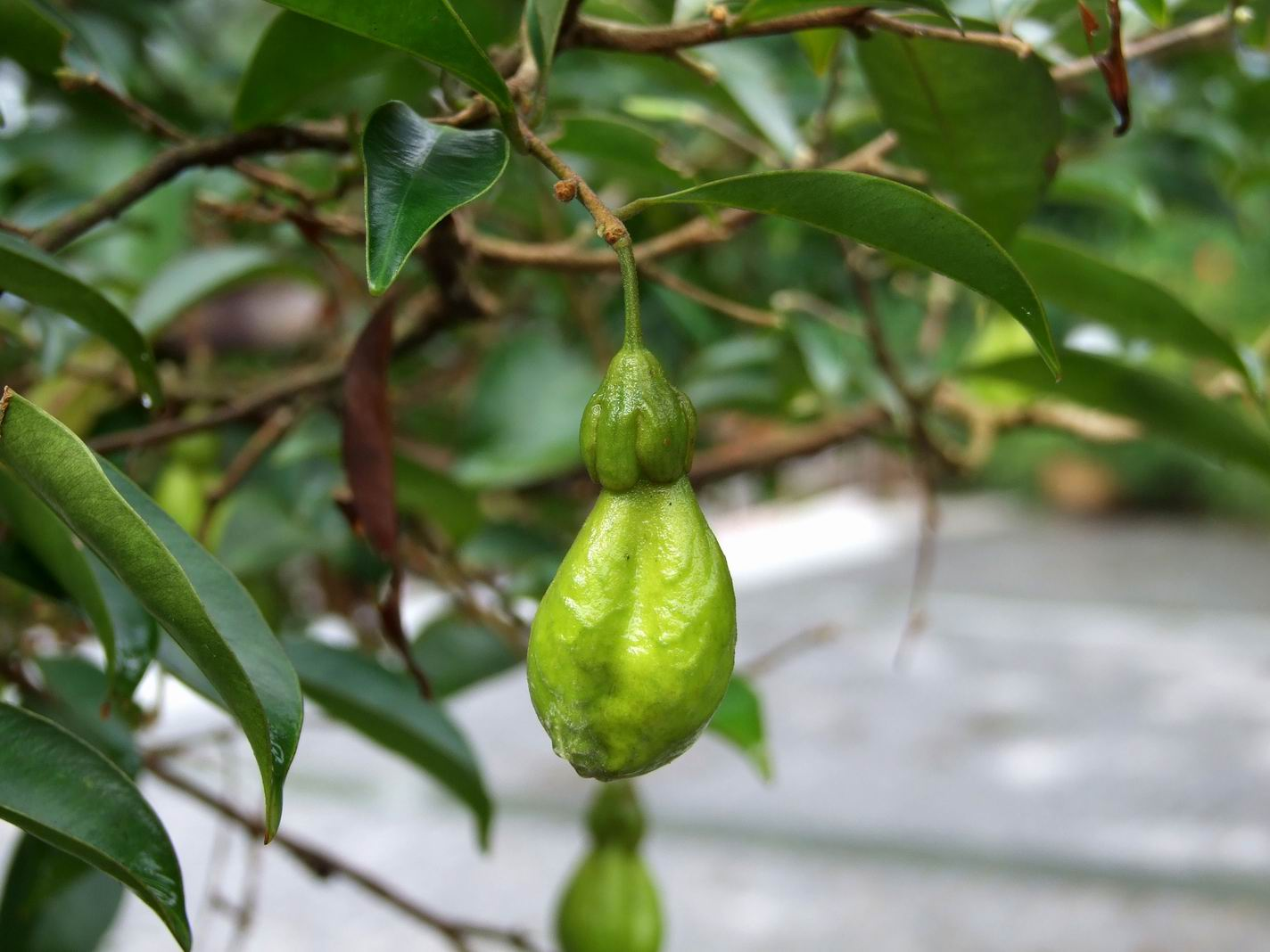
牙香樹果實
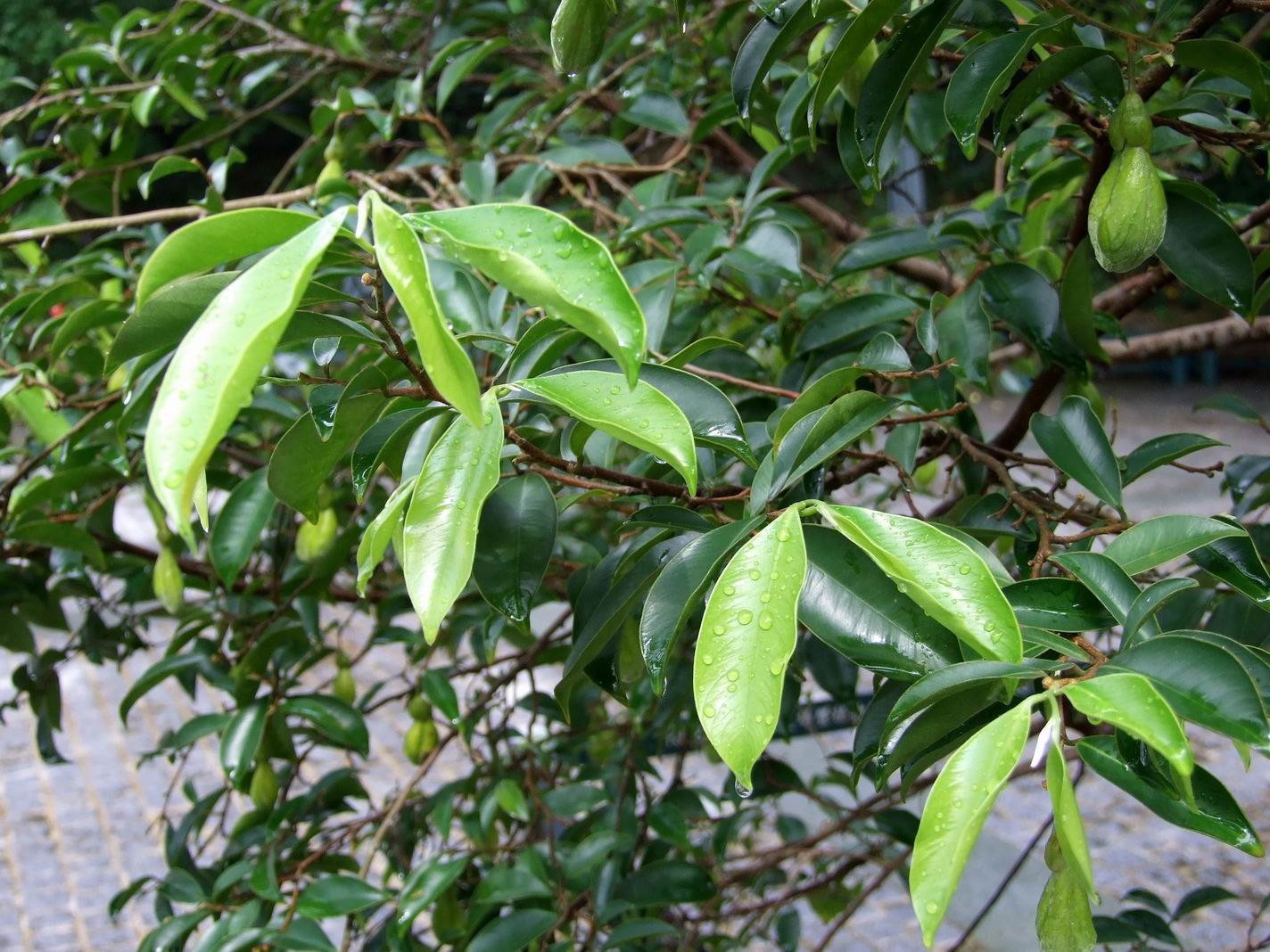
牙香樹樹葉
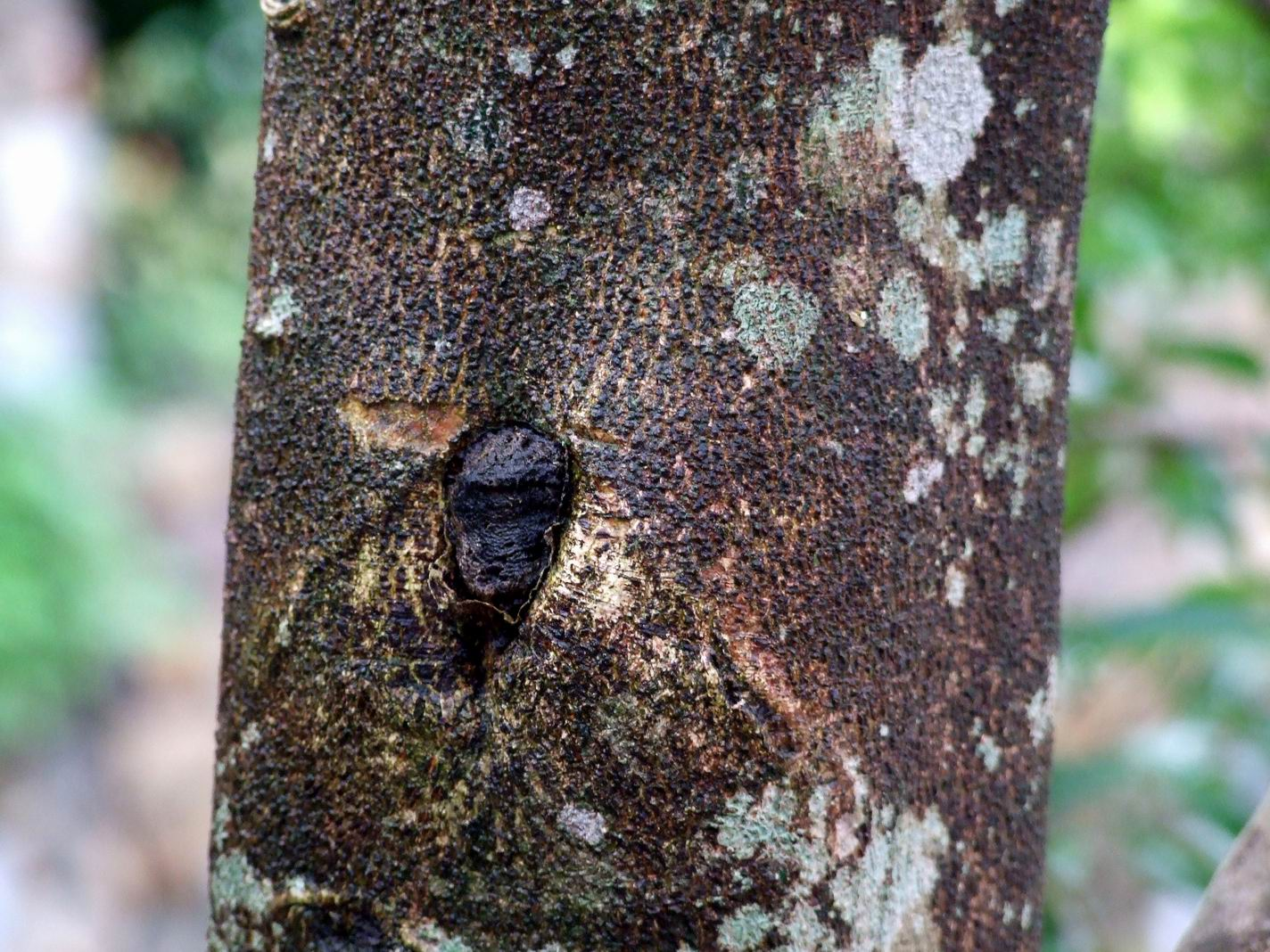
牙香樹樹皮

## 용도
백목향의 수피는 평평하고 넓으며 옅은 회색이기에 '백목향'이라고 불렀다. 수지(樹脂)는 향기가 난다. 중국 광동 일대에서는 향료로 사용된다. 송(宋)대에는 사루만(沙螺灣)과 사톈(沙田)에서는 대량으로 심어져서 경제수(經濟樹)로 불린다.，再用俗稱「大眼雞」的艚船運至廣州，遁陸路經南雄，越大庾嶺，過贛江至九江市，沿長江送往送往蘇杭銷售 또한 약용으로도 쓰인다. 지폐나 비누로도 사용된다.

## 비슷한 품종
- 침향목(沉香木, Aquilaria malaccensis), 침향(沈香)이라고도 한다.